# The Boss of It All
The Boss of It All (títol original en danès: Direktøren for det hele, literalment en català «El cap de tot») és una comèdia escrita i dirigida per Lars von Trier. És una coproducció europea de l'any 2006 de Dinamarca amb Suècia, Islàndia, Itàlia, França, Finlàndia i Alemanya. Va estar nominada com a millor pel·lícula en el Festival de Sant Sebastià del 2006, i el 2007 va obtenir dues nominacions (millor actor i actriu de repartiment) als Premis Bodil (associació de crítics de cinema de Dinamarca) i tres nominacions (millor actor, actor de repartiment i guió original) al Robert Festival. Tracta els temes típics de von Trier: poder, sexe i manipulació. Segons VilaWeb és «una comèdia brillant i singular sobre l'absurd del món laboral».

## Argument
Ravn és propietari d'una petita empresa informàtica danesa. Davant dels seus empleats, fingeix ser només el representant d'un inventat home de palla que és Direktør for det hele o director de tot que viuria als Estats Units. Ravn que vol ser estimat per tots i a qui no li agraden conflictes –segons von Trier un tret típic dels danesos–, inventa un superior fictici, que només comunica per correu electrònic, per prendre mesures impopulars. Les coses es compliquen quan l'empresa serà venuda i que el comprador, Finnur, un islandès antidanès vol trobar-se amb el veritable cap. Ravn contracta Kristoffer, un actor de segona categoria aturat i li crea un despatx. Per un contratemps totalment imprevist, els empleats també es troben amb el «cap».
Kristoffer és un aficionat d'un igualment fictiu dramaturg Antonio Stavros Gambini, del qual aplica el cànon de l'absurditat «El teatre comença quan el teatre s'acaba». Ravn eixampla la missió de Kristoffer que, en les trobades amb els empleats no diu gaire res, com que no sap res d'afers ni d'informàtica. Quan s'enfaden per projecte de venda, Kristoffer inventa el personatge del «cap del cap del tot» i aviat tothom l'estima tant com en Ravn. Després d'un discurs de Kristoffer davant l'investor i tot l'equip Ravn decideix de no vendre. Això no plau a Kristoffer, que tem perdre el seu paper. Finnur se'n va enfadat i troba el succés tan absurd com un drama de Gambini: A banda de Kristoffer, és l'únic que mai ha sentit parlar de Gambini, un fet del qual Kristoffer queda tan impressionat que, en virtut del seu poder fiscal, signa la venda a l'islandés. Els empleats han de deixar les oficines.

## Automavisió
Von Trier va utilitzar un sistema automàtic d'elecció de pla, sense cameràman, per tal de limitar la influència humana en la pel·lícula. El director de fotografia escollia la ubicació de la càmera des del punt de vista artístic i a continuació la màquina escollia a l'atzar la inclinació d'aquesta, l'enfocament, el grau d'obertura de l'òptica, la panoràmica i la posició vertical i horitzontal. Un cop ha sortit el resultat el director, el director de fotografia i l'enginyer de so avaluen si és viable, en cas que no ho fos es realitzava una nova selecció a l'atzar.

## Repartiment
- Kristoffer - Jens Albinus
- Ravn - Peter Gantzler
- Lise - Iben Hjejle
- Kisser - Sofie Gråbøl
- Nalle - Henrik Prip
- Gorm - Casper Christensen
- Heidi A. - Mia Lyhne
- La Pobra Mette - Louise Mieritz
- Spencer - Jean-Marc Barr